# Hyōgai kanji
Les hyōgaiji (表外字, littéralement « caractères en dehors de la liste ou table »), également hyōgai kanji (表外漢字) ou encore jōyōgai kanji (常用外漢字), sont les caractères chinois (kanji) en langue japonaise, qui ne sont pas dans les deux listes majeures du jōyō, enseignés en école primaire et secondaire, et jinmeiyō, qui sont des kanjis additionnels officiellement autorisés pour les noms personnels.